# Marsat El Hadjadj
Marsat El Hadjadj (în arabă مَرس ألحَجَاج) este o comună din provincia Oran, Algeria.
Populația comunei este de 13.153 de locuitori (2009).